# Грулёв, Вячеслав Дмитриевич
Вячесла́в Дми́триевич Грулёв (род. 23 марта 1999, Кемерово) — российский футболист, нападающий «Пари Нижний Новгород».

## Биография
В 2010—2012 годах обучался в кемеровской СДЮCШОР, тренер Олег Кривошеев. В 2012—2013 — в академии футбола имени Юрия Коноплёва, тренеры Иван Бережной, Юрий Елчев. С 2013 года — в академии «Динамо» (Москва), тренеры Сергей Матвеев и Кирилл Новиков.
6 марта 2016 года дебютировал в молодёжном первенстве — в гостевой игре против «Урала» (6:1) вышел в стартовом составе и забил два гола. Всего в первенстве 2015/16 в десяти играх забил три мяча. Сезон 2016/17 провёл в «Динамо-2» в первенстве ПФЛ — сыграл 19 матчей, забил три гола. По итогам сезона команда прекратила существование по финансовым причинам, и Грулёв вернулся в молодёжное первенство, где в первой половине сезона 2017/18 в 18 матчах забил четыре мяча.
В юношеской лиге УЕФА 2016/17 провёл два матча в Domestic Champions Path — в первом круге против «Габалы» (2:0, 5:0); во втором матче забил один гол.
4 марта 2018 года дебютировал в премьер-лиге в гостевом матче против «Уфы» (1:1), выйдя на замену на 82-й минуте. Свой первый гол за основу забил 30 ноября 2018 года в Казани, а через тур отличился в Уфе.
Сезон-2019/20 начинал в аренде в «Нижнем Новгороде», но сыграл всего в двух матчах, после чего первенство ФНЛ было досрочно завершено из-за пандемии коронавируса. Летом вернулся в «Динамо» и забил победный гол в матче с «Краснодаром», выигрыш в котором гарантировал команде шестое место в турнирной таблице. В сезоне-2021/22 стал с командой бронзовым призёром чемпионата России, установив личный рекорд результативности (8 голов во всех турнирах).
В декабре 2021 года продлил контракт с клубом до 2025 года.
В январе 2025 года перешёл в «Пари Нижний Новгород», заключив с клубом контракт на два с половиной года.

### Карьера в сборной
С 2015 года выступает за юношеские сборные России 1999 года рождения. К чемпионату Европы 2016 (до 17 лет) в 2015 году провёл три игры в отборочном раунде отборочного турнира, в 2016 — в трёх играх элитного раунда отборочного турнира забил два победных гола — сборным Грузии (1:0) и Боснии и Герцеговины (2:1).
25 марта 2019 года в товарищеском матче против Норвегии в составе сборной России (до 21 года) Грулёв вышел на замену и за 8 минут сделал хет-трик. Итоговый счёт матча 5:1.
В марте 2021 года провёл 3 матча на молодёжном чемпионате Европы.

## Достижения
«Динамо» (Москва)
- Бронзовый призёр чемпионата России: 2021/22, 2023/24